# ولوو ۸۵۰
ولوو ۸۵۰ (Volvo ۸۵۰) خودرویی است که در سال‌های ۱۹۹۲–۱۹۹۷ توسط شرکت ولوو در سوئد تولید شده‌است. طراحی آن خودروهای موتور جلو-محور جلو بوده است. سیستم جعبه‌دندهٔ آن ۵ دنده به دو صورت خودکار و دستی است.

## نگارخانه

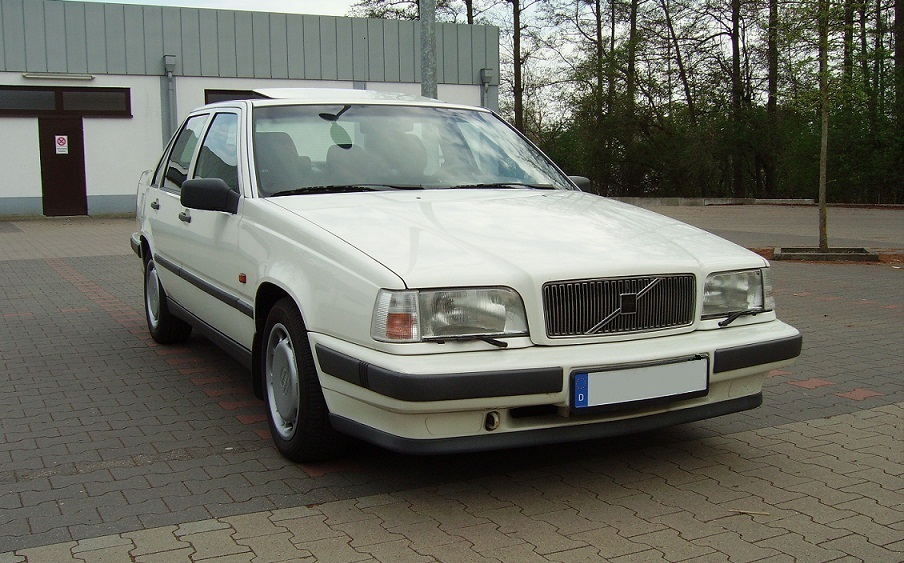
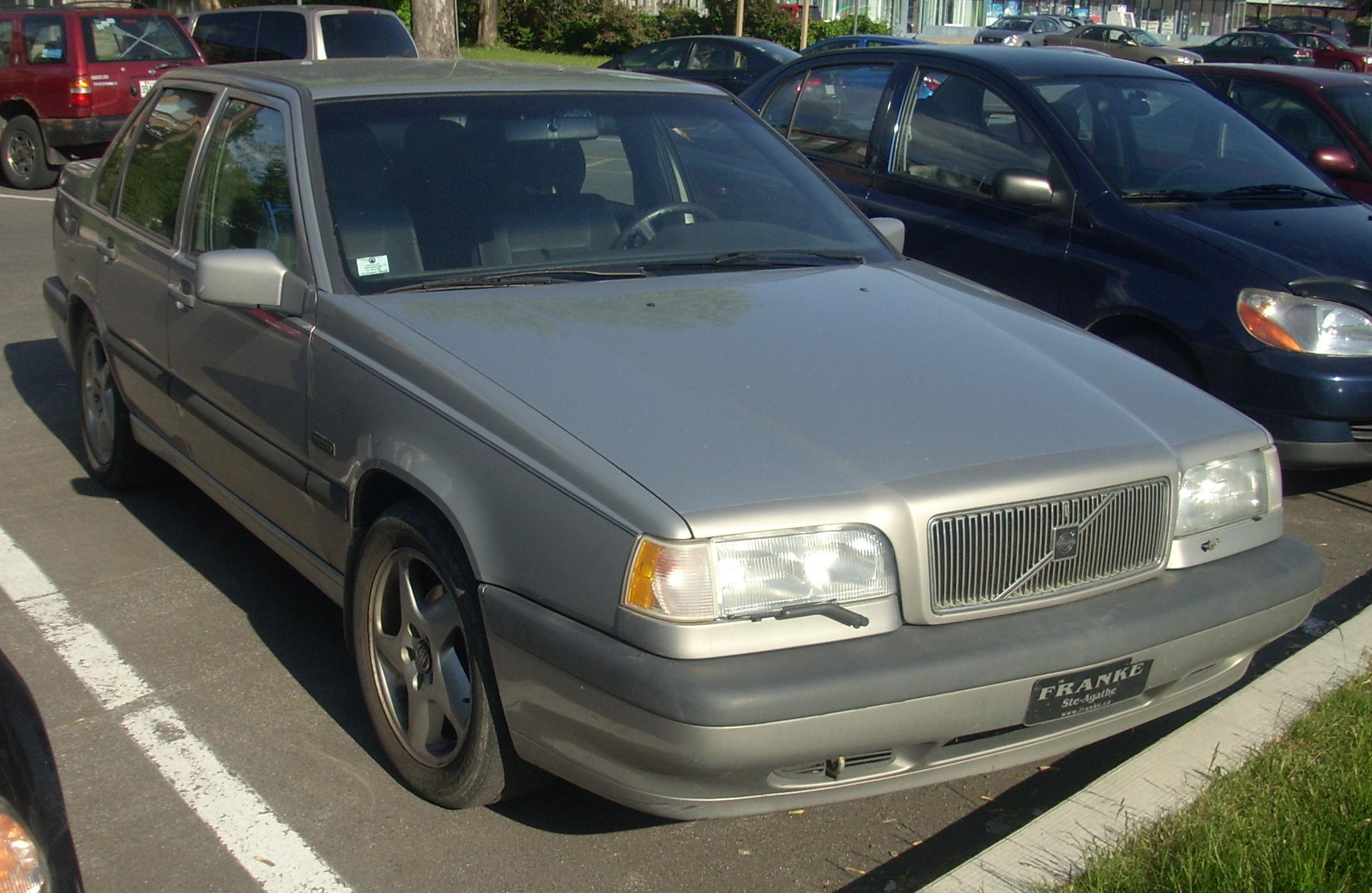